# Cordia collococca
El candelero, nopo, ateje, chaparrillo, cocca o muñeco (Cordia collococca) es una especie botánica de planta con flor de la familia de las Boraginaceae. Cordia collococca fue descrita por Carlos Linneo y publicado en Flora Jamaicensis 14. 1759. Cordia: nombre genérico otorgado en honor del botánico alemán Valerius Cordus (1515-1544). collococca: epíteto

## Clasificación y descripción
Esta especie arbórea se caracteriza por ser un árbol caduco de porte pequeño a mediano de 8-17 m de alto, cuyo diámetro a la altura del pecho varía de 20-40 cm, copa amplia, ramifica a poca altura, sus ramas son extendidas, cuando estas son jóvenes, están cubierto de pelitos breves y rígidos, las ramas son de color gris claro, con grietas longitudinales finas y puntos verrugosos. Tiene una corteza de color gris a canela, con grietas finas verticales, con camellones angostos y corchosos que se caen en bloques pequeños. Las hojas son simples, pecioladas, alternas, de forma obovada con borde liso, de 3- 11 cm de ancho, 5-24 cm de longitud, el haz liso, de color verde oscuro, mientras que el envés está provisto ligeramente de vellosidades, por lo menos nervio central. El ápice es agudo o de punta corta y la base es obtusa. Produce pequeñas flores de color amarillo, de 0.4-0.7 cm de largo, en una inflorescencia terminal de 7 a 15 cm de ancho, las flores van apareciendo simultáneamente con las hojas a menudo con anterioridad, sésiles, aglomeradas. Es un árbol dioica (es decir los árboles son machos o hembras). Fruto, es una drupa, de forma ovoide, de 0.7-1 cm de largo, 0.4-0.7 cm de diámetro, de color rojo cuando están maduros y negros al secarse, contienen un hueso muy duro que lleva dentro la semilla; hueso inequiláteramente ovoide y 7.5–9.3 mm de largo. Los frutos son consumidos por aves, monos, murciélagos, pizotes e iguanas, quienes son atraídos por la pulpa jugosa y dulce. Este fruto es comestible por el ser humano, pero es algo astringente.

## Distribución
En México se tienen registros en los estados de; Nayarit, Guerrero, Veracruz, Tabasco, Campeche y Yucatán. Fuera de México se localiza en las Antillas, todo Centroamérica, Colombia, Ecuador, Perú y Venezuela.

## Hábitat
Es una especie pionera característica de bosque seco y de la selva mediana perennifolia, se ha encontrado en encinares y forma parte de la vegetación riparia. En México se ha localizado en altitudes desde el nivel del mar hasta los 600 m s. n. m. Es adaptable a una precipitación variable, cuya fluctuación es de 600 a 2600 m s. n. m. Crece en una variedad de suelos, sobre todo en los calcáreos.

## Estado de conservación
Esta especie se encuentra dentro de algunas áreas protegidas y sus semillas están bajo conservación ex situ en el Millennium Seed Bank de kew. No se sabe que este sujeto a la disminución del tamaño de su población del número de individuos. Sin embargo, su hábitat está amenazado por el desarrollo urbano y las actividades turísticas. No se encuentra bajo ninguna categoría de protección de acuerdo a la NOM-059-ECOL-2010 de la SEMARNAT. Por parte de la unión internacional para la conservación de la Naturaleza (IUCN) está catalogada como de menor preocupación.